# Vaena filigranata
Vaena filigranata es una especie de la mariposa del género Vaena, familia Geometridae. Fue descrita por Felix Bryk en 1913.
Se encuentra en África.